# Coppa Svizzera 2019-2020 (hockey su ghiaccio)
La Coppa Svizzera 2019-2020 è stata la 17ª edizione della manifestazione hockeistica. È iniziata il 10 settembre 2019 e si è conclusa il 2 febbraio 2020 con il primo titolo vinto dall'Ajoie.
I sorteggi per i sedicesimi di finale si sono svolti il 16 maggio 2019 nello studio dell'emittente Teleclub.

## Formula
Le 12 squadre di National League e le migliori 10 della Swiss League sono qualificate direttamente per il tabellone principale (sedicesimi di finale). A queste società se ne aggiungono 10 provenienti dalle serie inferiori   (MySports League e Regio League), qualificate attraverso delle eliminatorie.

## Squadre partecipanti
| National League   |
| ----------------- |
| Friburgo-Gottéron |
| Ginevra-Servette  |
| Losanna           |
| Swiss League      |
| La Chaux-de-Fonds |
| Sierre            |
| Visp              |
| MySports League   |
| Valais-Chablais   |
| Prima Lega        |
| Villars           |

| National League |
| --------------- |
| Berna           |
| Bienne          |
| Langnau Tigers  |
| Swiss League    |
| Ajoie           |
| EVZ Academy     |
| GCK Lions       |
| Langenthal      |
| Olten           |
| MySports League |
| Huttwil         |
| Wiki-Münsingen  |
| Prima Lega      |
| Burgdorf        |
| Lucerna         |

| National League        |
| ---------------------- |
| Ambrì-Piotta           |
| Davos                  |
| Lugano                 |
| Rapperswil-Jona Lakers |
| ZSC Lions              |
| Zugo                   |
| Swiss League           |
| Kloten Flyers          |
| Thurgau                |
| Winterthur             |
| MySports League        |
| Arosa                  |
| Dübendorf              |
| Prima Lega             |
| Frauenfeld             |

## Calendario
Le 32 squadre partecipanti (12 di NL, 11 di SL, 5 di MSL e 4 di Prima Lega) si affrontano in partite di sola andata a partire dai sedicesimi di finale, i cui accoppiamenti sono definiti secondo una base geografica. Le squadre del massimo campionato non possono affrontarsi tra loro e il match viene giocato sulla pista della squadra di categoria inferiore.

### Sedicesimi di finale[2]
| Squadra 1         | Risultato | Squadra 2              |
| ----------------- | --------- | ---------------------- |
| 10 settembre 2019 |           |                        |
| Kloten Flyers     | 0 - 3     | Rapperswil-Jona Lakers |
| EVZ Academy       | 1 - 2     | Berna                  |
| Visp              | 6 - 3     | La Chaux-de-Fonds      |
| GCK Lions         | 0 - 4     | Langnau Tigers         |
| Valais-Chablais   | 1 - 9     | Friburgo-Gottéron      |
| Winterthur        | 0 - 9     | ZSC Lions              |
| Thurgau           | 0 - 6     | Zugo                   |
| Wiki-Münsingen    | 2 - 8     | Ajoie                  |
| 11 settembre 2019 |           |                        |
| Lucerna           | 1 - 13    | Langenthal             |
| Burgdorf          | 1 - 9     | Olten                  |
| Dübendorf         | 2 - 3     | Ambrì-Piotta           |
| Frauenfeld        | 0 - 12    | Davos                  |
| Huttwil           | 1 - 4     | Bienne                 |
| Arosa             | 0 - 7     | Lugano                 |
| Sierre            | 0 - 1     | Losanna                |
| Villars           | 0 - 12    | Ginevra-Servette       |

### Ottavi di finale[3]
| Squadra 1              | Risultato | Squadra 2         |
| ---------------------- | --------- | ----------------- |
| 20 ottobre 2019        |           |                   |
| Langenthal             | 1 - 6     | Berna             |
| Bienne                 | 4 - 3     | Ambrì-Piotta      |
| Davos                  | 2 - 1     | Lugano            |
| ZSC Lions              | 4 - 3     | Ginevra-Servette  |
| Rapperswil-Jona Lakers | 4 - 2     | Friburgo-Gottéron |
| Olten                  | 3 - 5     | Langnau Tigers    |
| Ajoie                  | 4 - 3     | Losanna           |
| Visp                   | 1 - 4     | Zugo              |

### Quarti di finale
| Squadra 1              | Risultato | Squadra 2      |
| ---------------------- | --------- | -------------- |
| 25 novembre 2019       |           |                |
| Bienne                 | 4 - 3     | Langnau Tigers |
| 26 novembre 2019       |           |                |
| Davos                  | 4 - 3     | Berna          |
| Rapperswil-Jona Lakers | 4 - 0     | Zugo           |
| Ajoie                  | 6 - 3     | ZSC Lions      |

### Semifinali
| Squadra 1              | Risultato | Squadra 2 |
| ---------------------- | --------- | --------- |
| 15 dicembre 2019       |           |           |
| Rapperswil-Jona Lakers | 1 - 4     | Davos     |
| Ajoie                  | 4 - 3     | Bienne    |

### Finale
| Squadra 1       | Risultato | Squadra 2 |
| --------------- | --------- | --------- |
| 2 febbraio 2020 |           |           |
| Ajoie           | 7 - 3     | Davos     |